# Live (álbum de Alice in Chains)
Live é um álbum gravado ao vivo pela banda grunge Alice in Chains, lançado em 5 de Dezembro de 2000 pela Columbia Records. Foi o único álbum ao vivo da banda além do álbum acústico Unplugged. Enquanto a maior parte das canções no álbum foram lançadas em álbuns anteriores, "Queen of the Rodeo" não foi, apesar da mesma performance ao vivo ter sido lançado na coletânea Music Bank. O álbum inclui três canções "Again", "A Little Bitter" e "Dam That River" do último concerto da banda com o vocalista Layne Staley.

## Faixas
1. "Bleed the Freak" (Cantrell) – 4:33 - December 22, 1990, Seattle.
2. "Queen of the Rodeo" (Silver/Staley) – 4:39 - November 5, 1990, Dallas.
3. "Angry Chair" (Staley) – 4:22 - March 2, 1993, Glascow.
4. "Man in the Box" (Cantrell/Staley) – 4:59 - March 2, 1993, Glascow.
5. "Love, Hate, Love" (Cantrell/Staley) – 7:47 - March 2, 1993, Glascow.
6. "Rooster" (Cantrell) – 6:54 - March 2, 1993, Glascow.
7. "Would?" (Cantrell) – 3:51 - March 2, 1993, Glascow.
8. "Junkhead" (Cantrell/Staley) – 5:21 - March 2, 1993, Glascow.
9. "Dirt" (Cantrell/Staley) – 5:24 - October 24, 1993, Nagoya.
10. "Them Bones" (Cantrell) – 2:39 - July 2, 1996, St. Louis.
11. "God Am" (Cantrell/Inez/Kinney/Staley) – 3:59 - July 2, 1996, St. Louis.
12. "Again" (Cantrell/Staley) – 4:24 - July 2, 1996, St. Louis.
13. "A Little Bitter" (Cantrell/Inez/Kinney/Staley) – 3:52 - July 3, 1996, Kansas.
14. "Dam That River" (Cantrell) – 3:33 - July 3, 1996, Kansas.